# Menkea
Menkea es un género de plantas fanerógamas de la familia Brassicaceae. Comprende nueve especies. 

## Especies seleccionadas
| - Menkea australis - Menkea coolgardiensis - Menkea crassa - Menkea draboides - Menkea hispidula | - Menkea lutea - Menkea procumbens - Menkea sphaerocarpa - Menkea villosula |